# Orange Réunion
 (mars 2024).
Orange Réunion était une entreprise française de télécommunications agissant principalement en tant que fournisseur d'accès à Internet et opérateur de téléphonie mobile sur l'île de La Réunion, département d'outre-mer dans le sud-ouest de l'océan Indien. Filiale d'Orange, dont elle imitait la raison sociale et reprenait la communication, notamment le logo, elle avait pour principal concurrent, sur le marché des télécommunications à La Réunion, la SFR/SRR et Only (Outremer télécom). Société anonyme au capital de 7 661 115 euros, elle avait son siège social au 35, boulevard du Chaudron, dans le quartier de Saint-Denis appelé Le Chaudron.

## Voir aussi

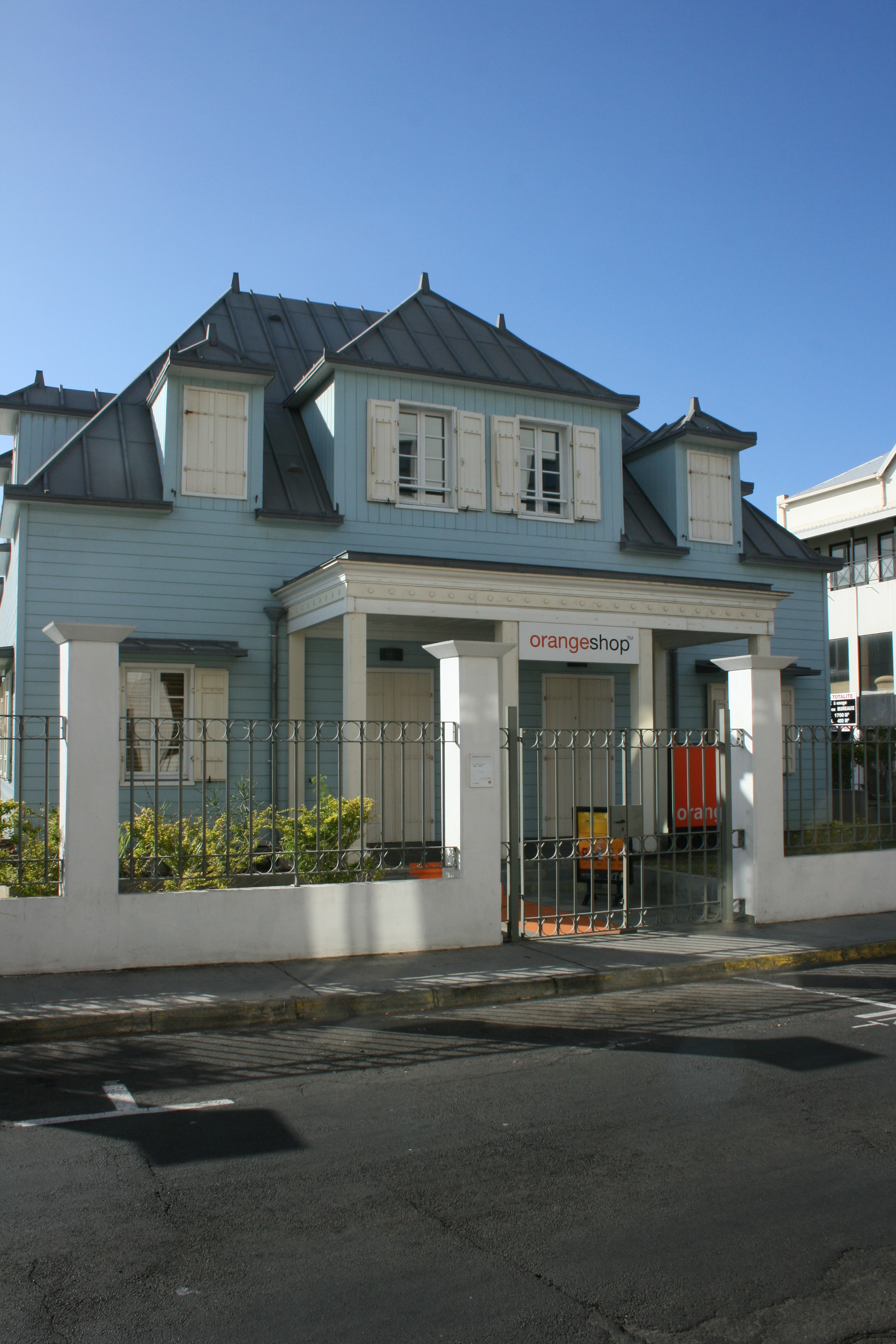
Boutique d'Orange Réunion installée dans une case créole dans le centre-ville de Saint-Denis.

## Histoire
La société a fait l'objet d'une fusion le 6 février 2016 et a été radiée le 9 février 2016 avec Orange S.A..